# Зубенко Григорій Мойсейович
Григорій Мойсейович Зубенко ( 19 листопада 1916, село Адамівка, тепер Криничанського району Дніпропетровської області — 2000, село Вознесенка Мелітопольський район Запорізька область) — український радянський діяч, голова колгоспу імені Кірова Мелітопольського району Запорізької області. Депутат Верховної Ради СРСР 4-го скликання.

## Життєпис
Народився в бідній селянській родині.
У 1932 році закінчив Щорсівського семирічну школу Дніпропетровської області і вступив до газетно-журнального технікуму в місті Дніпропетровську. Через два роки технікум був закритий. Продовжив навчання в Ногайському сільськогосподарському технікумі, де здобув фах агронома.
У 1937—1939 роках — агроном машинно-тракторної станції (МТС) Іванівського району Дніпропетровської (тепер Херсонської) області.
З 1939 року — в Червоній армії: рядовий стрілецького полку. Учасник німецько-радянської війни з червня 1941 року.
Член ВКП(б) з 1942 року.
У 1942 році закінчив курси молодших лейтенантів артилерії. Служив командиром вогневого артилерійського взводу 6-го артилерійського полку 176-ї стрілецької дивізії Закавказького фронту, командиром батареї, заступником командира артилерійського дивізіону із стройової частини і командиром артилерійського дивізіону 299-го гвардійського артилерійського полку 129-ї гвардійської стрілецької дивізії. Воював під Новоросійськом, був учасником битви під Києвом. У складі військ 4-го Українського фронту воював на території Польщі та Чехословаччини.
Після демобілізації — дільничний агроном Мелітопольської машинно-тракторної станції (МТС) Запорізької області.
У 1946—1950 роках — завідувач сільськогосподарського відділу Мелітопольського районного комітету КП(б)У Запорізької області.
З 1950 року — голова укрупненого колгоспу імені Кірова села Вознесенське (тепер Вознесенка) Мелітопольського району Запорізької області.
Потім — на пенсії в селі Вознесенка Мелітопольського району Запорізької області.

## Звання
- молодший лейтенант
- гвардії лейтенант
- гвардії старший лейтенант
- гвардії капітан

## Нагороди
- орден Леніна
- орден Трудового Червоного Прапора
- орден «Знак Пошани» (26.02.1958)
- орден Вітчизняної війни І ст. (31.12.1944)
- дваордени Вітчизняної війни ІІ ст. (12.10.1943, 6.04.1985)
- орден Олександра Невського (21.05.1945)
- орден Червоної Зірки (17.12.1942)
- медаль «За оборону Кавказу»
- медалі